# Guerra Goguryeo-Sui
A Guerra Goguryeo-Sui foi uma série de invasões lançadas pela Dinastia Sui da China contra Goguryeo, um dos Três Reinos da Coreia, entre 598 D.C. e 614 D.C.  Resultou na derrota dos Sui e foi um dos fatores cruciais no colapso da dinastia, que levou à sua derrubada pela Dinastia Tang em 618 D.C. 

## Prelúdio
A Dinastia Sui uniu a China em 589 D.C., derrotando a Dinastia Chen e encerrando a divisão do país que durou quase 300 anos. Após a unificação da China, Sui afirmou a sua posição como senhor supremo dos países vizinhos. Contudo, em Goguryeo, um dos Três Reinos da Coreia, o rei Pyeongwon e seu sucessor, Yeongyang, insistiram em manter uma relação de igualdade com a Dinastia Sui. 
O Imperador Wen de Sui ficou descontente com o desafio de Goguryeo, que continuou os ataques em pequena escala na fronteira norte de Sui. Wen enviou documentos diplomáticos em 596 depois que enviados Sui avistaram diplomatas Goguryeo na yurt do Canato Turco Oriental e exigiram que Goguryeo cancelasse qualquer aliança militar com os turcos, parasse os ataques anuais às regiões fronteiriças Sui e reconhecesse Sui como seu senhor. Depois de receber a mensagem, Yeongyang lançou uma invasão preventiva conjunta com os Malgal contra os chineses ao longo da fronteira na atual província de Hebei em 597. 

## Curso da guerra

### Primeira invasão em 598

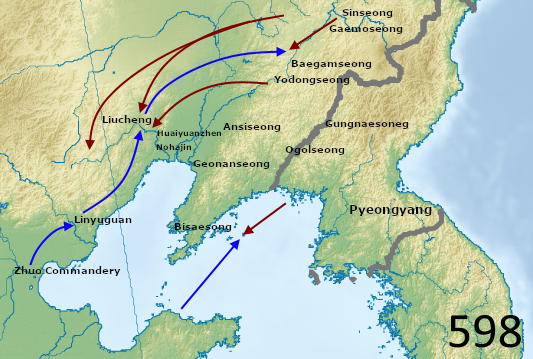
1ª Guerra Goguryeo-Sui, 598

O imperador Wen ordenou que seu quinto e mais novo filho, Yang Liang (assistido pelo co-primeiro-ministro Gao Jiong), e o almirante Zhou Luohou (周羅睺), invadissem e conquistassem Goguryeo com um exército e uma marinha totalizando 300 mil, compostos em sua maioria por arqueiros a cavalo.
O exército de Yang Liang enfrentou o início da estação chuvosa quando chegou a Goguryeo. As fortes chuvas fora de época tornaram quase impossível o progresso do exército e dificultaram o transporte de provisões. Ataques constantes das forças Goguryeo e doenças infligiram pesadas baixas. Chegando à conclusão de que o exército não poderia atingir o objetivo sozinho, Yang decidiu combinar-se com a frota naval de Zhou e prosseguir.
A marinha de Zhou também enfrentou seus próprios desafios, enfrentando mar agitado, perdendo muitos navios apesar de permanecer perto da costa. Sempre que ancoravam, destacamentos Goguryeo estavam presentes para atacar os marinheiros Sui, e a frota Sui sofreu uma perda devastadora.

### Segunda invasão em 612

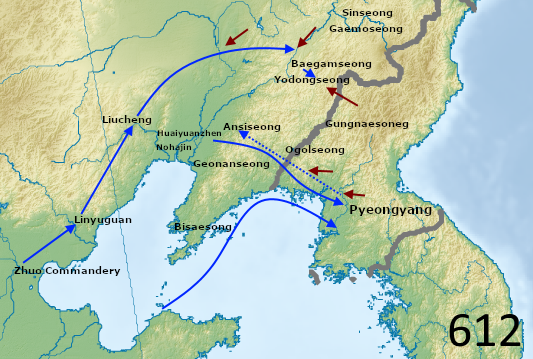
2ª Guerra Goguryeo-Sui, 612

#### Preparativos
O imperador Yang de Sui, quando conquistou o trono em 604, construiu o Grande Canal ligando o norte e o sul da China. O sul, base económica da China, e o norte, base política da China, estavam ligados pelo canal, permitindo o transporte de tropas para a campanha militar massiva. 
Após a construção do canal, o Imperador Yang ordenou o alistamento de soldados em 611. Ele os instruiu a se reunirem na atual Pequim. A força reunida no final do ano foi uma das maiores da civilização, de acordo com o Livro de Sui, que afirma que 1.133.800 soldados foram mobilizados e que as tropas de apoio são múltiplas vezes esse número. O exército começou a partir no início de 612, e seu tamanho fez com que demorasse 40 dias para que todo ele partisse. A longa fila de soldados se estendia por cerca de 300km. A força e as perdas podem ter sido infladas pelos historiadores da Dinastia Tang.

#### Campanha na Manchúria
Yeongyang desistiu da zona tampão que havia adquirido após a guerra de 598, pois a área não era adequada para enfrentar um exército tão vasto. As tropas Goguryeo recuaram para trás do que hoje é conhecido como Rio Liao. Um acontecimento feliz para Goguryeo foi que o rio derreteu muito mais cedo do que o normal. Quando o Imperador Yang chegou, todo o gelo já havia derretido. Destemido, o Imperador Yang ordenou a construção de três pontes sobre o rio. As pontes, no entanto, eram muito curtas para chegar à margem oposta em outra reviravolta feliz para os defensores, e o ataque de Goguryeo impediu com sucesso o primeiro ataque. Após a extensão das pontes, porém, as forças Sui conseguiram cruzar o rio e o exército cercou as fortalezas de Goguryeo.
O imperador Yang ordenou a seus generais antes das campanhas que não tomassem decisões individuais em relação ao movimento das tropas, mas que se reportassem a ele para receber instruções. A ordem prejudicou a estratégia de Sui durante toda a campanha. Durante a campanha estrategicamente importante contra a fortaleza de Yodong, o general que comandou o cerco teve que enviar um mensageiro ao imperador para a aprovação da rendição. Quando o mensageiro voltou, as tropas de Goguryeo estavam novamente prontas para defender a fortaleza. Explorando essa falha no sistema Sui, Yodong e outros castelos de Goguryeo continuaram a resistir. Em junho, cinco meses após o início da campanha, nem um único castelo, fortaleza ou cidadela caiu nas mãos de Sui. O imperador Yang sentiu que era necessária uma mudança fundamental na estratégia para assumir o controle da Coreia.

#### Campanha contra Pyongyang
A nova estratégia era manter sob controle as fortalezas de Goguryeo, na Manchúria, enquanto enviava um contingente do exército e da marinha para tomar Pyongyang, a capital de Goguryeo. Um contingente militar, supostamente com uma força de 305.000 homens, e uma frota naval de cerca de 120.000 foram despachados.

#### Ataque naval
A marinha Sui alcançou a baía do rio Daedong antes do exército. Vendo que o exército Sui ainda não havia chegado, Go Geonmu, comandante do exército de defesa de Goguryeo em Pyeongyang e irmão do rei Yeongyang, enviou as poucas tropas que restavam na capital para enfrentar a marinha Sui na batalha. Após um confronto, fingindo derrota, as tropas de Goguryeo recuaram para a cidade. O comandante naval Sui, Lai Huni, considerando ser uma oportunidade de aumentar o seu mérito, liderou uma multidão de mais de 40.000 pessoas para lançar um ataque contra Pyeongyang.
Quando os soldados Sui chegaram a um dos castelos externos, porém, encontraram a muralha vazia e o portão aberto. Ao entrar no castelo, Lai, considerando o combate nos arredores um movimento decisivo de Goguryeo que falhou, saqueou e destruiu a arte e a fortuna do castelo exterior.
Assim que o saque do castelo começou, o corpo de Goguryeo, que desafia a morte, composto por 500 soldados, emboscou as tropas Sui. Confuso e desorientado, Lai correu para a frota no mar, sua legião reduzida a meros milhares.

#### Campanha do exército Sui
O contingente do exército, liderado pelos generais Yu Zhongwen e Yuwen Shu, tinha seus próprios problemas. Embora o abastecimento pudesse ser transportado com segurança dentro da China, uma vez alcançado o território de Goguryeo, havia o perigo de uma emboscada pelas forças de Goguryeo. O Imperador Yang resolveu o problema instruindo cada soldado a carregar comida para si, o que aumentou muito a carga de cada soldado. Muitos recorreram ao descarte da comida. Quando chegou ao rio Yalu, a escassez de provisões do exército era aguda.
Yeongyang decidiu avaliar a força do exército Sui ordenando ao seu Comandante Marechal de Campo Eulji Mundeok que fingisse uma rendição e termos de negociação de paz com os generais Sui. Os generais Wu e Yuwen receberam sua própria ordem secreta do imperador Yang para capturar Yeongyang ou Eulji Mundeok caso eles caíssem em suas mãos. No entanto, os conselheiros dos generais, nomeadamente o director adjunto da Direita do Departamento de Assuntos de Estado, Liu Shilong (劉士龍), convenceram-nos de que seria imprudente prender negociadores do campo adversário. Eles finalmente deixaram Eulji retornar para Goguryeo e Yu Zhongwen mais tarde se arrependeu de sua decisão, tentando atrair Eulji Mundeok de volta. Ele enviou uma mensagem dizendo que desejava discutir mais as coisas, mas Eulji Mundeok, ciente das intenções de Wu, não obedeceu.
Os dois generais discutiram sobre o próximo curso de ação, com Yu Zhongwen argumentando fortemente que Eulji Mundeok deveria ser perseguido. Eles concordaram que a capital Goguryeo deveria ser capturada. Consequentemente, as tropas Sui começaram a avançar para o sul em direção a Pyeongyang. Eulji Mundeok manobrou as tropas Goguryeo para que elas enfrentassem o exército Sui sete vezes por dia, cada vez fingindo derrota e recuando. A estratégia atrairia o exército Sui mais para o sul, com a percepção de vitória. O exército Sui finalmente avançou para cerca de 20km de Pyeongyang. Yu Zhongwen reconheceu mais tarde que o avanço de suas tropas estava exausto e que as fortificações de Pyeongyang tornavam a campanha impossível.

Yu foi pego em um dilema e não conseguia decidir entre avançar ou recuar. Eulji Mundeok enviou-lhe para a ocasião um poema:

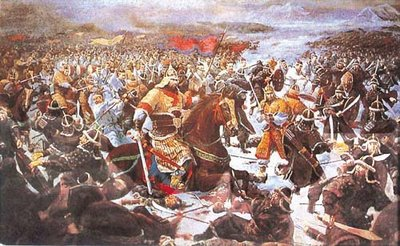
Batalha de Salsu (612)

"Seus planos divinos sondaram os céus; Seu cálculo sutil abrangeu a terra. Você vence todas as batalhas, seu mérito militar é grande. Por que então não se contentar e parar a guerra?" 
Quando não houve resposta, Eulji enviou um representante. O plano agora era oferecer ao Imperador Yeongyang escolta ao Imperador Yang até a submissão se o exército Sui se retirasse. Aproveitando a oportunidade para recuar, Yu retirou suas tropas em direção a Sui.

#### Batalha do Rio Salsu
Quando o exército Sui alcançou Salsu (considerado o atual rio Ch'ŏngch'ŏn), Goguryeo atacou o exército Sui restante. Eulji Mundeok defendeu fortalezas contra o exército e a marinha Sui por vários meses e destruiu as tropas Sui enquanto recuava para o território Goguryeo. Um ataque em Salsu (Rio Chongchon) infligiu baixas massivas às forças Sui. Quando o exército Sui alcançou Salsu, a força de Eulji Mundeok os massacrou. O texto histórico registra que os soldados Sui tiveram que correr quase 200km naquele dia para escapar da morte. A Batalha de Salsu contribuiu para o enorme número geral de baixas de Sui durante a campanha. O imperador Yang cruzou o rio Liao para atacar Goguryeo. Dos 305 mil homens iniciais, apenas 2.700 retornaram.  

### Terceira Invasão em 613
O imperador Yang invadiu Liaodong novamente no ano seguinte (613), mas foi novamente obrigado a recuar sem sucesso. Enquanto o Imperador Yang estava fora, Yang Xuangan, filho do primeiro-ministro do Imperador Yang, Yang Su, fomentou a rebelião contra o Imperador Yang. Temendo um ataque de duas frentes, o Imperador Yang foi forçado a recuar e usar seu exército para reprimir a rebelião de Yang Xuangan.

### Quarta Invasão em 614
Depois de esmagar a revolta, o Imperador Yang invadiu Goguryeo novamente em 614. Ele conseguiu romper a primeira linha de defesa de Goguryeo sem capturar a fortaleza da fronteira, mas não conseguiu avançar muito além do rio Liao por causa dos ataques constantes de Goguryeo e da obstrução às suas linhas de abastecimento. Yeongyang, vendo uma chance de acabar com as guerras exaustivas, ofereceu paz e devolveu Husi Zheng (斛斯政), associado de Yang Xuangan, que havia fugido para Goguryeo após a rebelião de Yang Xuangan, para Sui. Percebendo o pouco sucesso em Goguryeo e o crescente descontentamento interno na China, o imperador Yang aceitou a oferta de paz de Yeongyang e retirou as tropas Sui do território de Goguryeo. No entanto, o rei de Goguryeo nunca apareceu para jurar lealdade, o que enfureceu o imperador Yang, que foi dissuadido apenas com dificuldade de lançar outra invasão contra Goguryeo. 

## Consequências
As perdas que Sui sofreu, em termos de vidas e recursos e consequentemente na confiança que o povo tinha no estado Sui, contribuíram para a queda da dinastia Sui. Camponeses, agricultores, soldados, aristocratas e proprietários de terras levantaram-se contra o imperador junto com muitos dos oficiais militares da dinastia. Yangdi mudou a capital para o sul em Yangzhou, mas as revoltas foram muito generalizadas. O filho de Yuwen Shu, Yuwen Huaji, tornou-se um poderoso general Sui que liderou um golpe bem-sucedido contra Yangdi e o assassinou pessoalmente. Isso completaria a transição de Sui para Tang, já que o duque de Tang se autoproclamou imperador de uma nova dinastia.